# Lang Khê
Lang Khê (chữ Hán giản thể: 郎溪县, Hán Việt: Lang Khê huyện) là một quận thuộc địa cấp thị Tuyên Thành, tỉnh An Huy, Cộng hòa Nhân dân Trung Hoa. Huyện Lang Khê có diện tích 1105 km2, dân số 340.000 người. Mã số bưu chính của Lang Khê là 242100. Về mặt hành chính, quận này được chia thành 8 trấn, 9 hương. Huyện lỵ đóng tại trấn Kiến Bình.
- Trấn: Kiến Bình, Định Phu, Mai Hử, Đào Thành, Thập Tự, Đông Hạ, Nam Phong, Hoa Kiều.
- Hương: Cương Nam, Lăng Đát, Thủy Minh, Diệu Thôn, Phi Lý, Hạnh Phúc, Hạ Hồ, Chung Kiều, Thành Nam.